# SO B 2/3
Die  Association des Chemins de fer de la Suisse Occidentale (S-O) beschaffte im Jahre 1868 und 1870 insgesamt 6 Schlepptenderdampflokomotiven der Bauart B 2/3, die als Gemischtzuglokomotiven konstruiert waren. Sie wurden von der Maschinenfabrik Koechlin in Mülhausen geliefert. Der Kaufpreis wird mit 52 900 Schweizer Franken angegeben.

## Technisches
Die Maschine war eine des Stephenson-Longboilertyps. Die Feuerbüchse war hinter den Treibachsen angeordnet, auf ihr befand sich ein Sicherheitsventil. Die Maschine besass einen Innenrahmen. Der Kessel hatte einen Dampfdom, auf dem sich ein weiteres Sicherheitsventil befand. Das aussenliegende Triebwerk griff auf die vordere Treibachse. Die Treibstange befand sich aussen an dem Kuppelstangenzapfen. Die innenliegende Steuerung war in der Bauart Stephenson. Die Umsteuerung erfolgte über Schraube und Rad. Es war eine Gegendampfbremse vorhanden. Die Kolbenstangen waren nach vorne durchgeführt. Auf dem Kessel befand sich ein Sanddom, dessen Fallrohr vor die Treibachse führte. Alle Federn standen über dem Rahmen. Das Umlaufblech war tiefliegend und hatte Radschutzkästen.
Bei der Neubekesselung wurden die Tender für grössere Betriebsvorräte eingerichtet. Das Gewicht der Maschine veränderte sich nicht wesentlich, obwohl der neue Kessel nun statt für einen Betriebsdruck von 8.5 atü für 10 atü zugelassen war. Auch erhielten die Maschinen ein richtiges, allerdings nach hinten offenes Führerhaus. Dies löste die «Lunettes»-Stirnwände mit kleinem Wetterdach ab.
Beim zweiachsigen Tender mit Aussenrahmen befanden sich die Federn ausserhalb des Rahmens über den Achslagern. Die Spindelhandbremse wirkte auf die acht Bremsklötze der Tenderachsen. Auf diese Klötze wirkte bis zum Einbau der Druckluftbremse auch eine direkte Dampfbremse. Zwischen 1888 und 1890 wurden die Lokomotiven mit einer Druckluftbremse nach Wegner ausgerüstet, die auf die Tenderachsen wirkte. 1895 wurde sie durch eine Westinghousebremse ersetzt.
Zwischen 1889 und 1890 wurden die Lokomotiven mit einer Dampfheizung und Geschwindigkeitsmesser nachgerüstet.
| Bezeichnung                             | SO-Nr. | SO/SOS-Nr. ab 1870 | JS-Nr. ab 1890 | SBB-Nr. ab 1903 | Name      | Fabrik- Nummer Maschine | Fabrik- Nummer Tender | Baujahr | Hersteller | 2. Kessel | ausrangiert |
| --------------------------------------- | ------ | ------------------ | -------------- | --------------- | --------- | ----------------------- | --------------------- | ------- | ---------- | --------- | ----------- |
| ab 1873: II ab 1887: A2T ab 1902: B 2/3 | 1      | 21                 | 74             | 1074            | Moléson   | 1085                    | 645                   | 1868    | Koechlin   | 1892      | 1905        |
| ab 1873: II ab 1887: A2T ab 1902: B 2/3 | 21     | 22                 | 75             | 1075            | Jaman     | 1086                    | 646                   | 1868    | Koechlin   | 1888      | 1905        |
| ab 1873: II ab 1887: A2T ab 1902: B 2/3 | 31     | 23                 | 76             | 1076            | Fleurier  | 1087                    | 647                   | 1868    | Koechlin   | 1891      | 1907        |
| ab 1873: II ab 1887: A2T ab 1902: B 2/3 | 26     | 26                 | 79             | 1079            | Montreux  | 1276                    | 777                   | 1870    | Koechlin   | 1891      | 1905        |
| ab 1873: II ab 1887: A2T ab 1902: B 2/3 | 27     | 27                 | 77             | 1077            | Colombier | 1277                    | 778                   | 1870    | Koechlin   | 1890      | 1907        |
| ab 1873: II ab 1887: A2T ab 1902: B 2/3 | 28     | 28                 | 78             | 1078            | Morat     | 1278                    | 779                   | 1870    | Koechlin   | 1889      | 1904        |

Bemerkungen: 1 Die Umnummerierung zu 21–23 wurde 1870 noch durch die SO durchgeführt.

## Betrieb
Die Lokomotiven waren der Werkstätte in Yverdon zugeteilt.